# دونكان غريغ
دونكان غريغ (بالإنجليزية: Duncan Gregg)‏ (و. 1910 – 1989 م) هو مجدف أمريكي، ولد في لامار، شارك في التجديف في الألعاب الأولمبية الصيفية 1932 – رجال ثمانية ‏، توفي في بيركيلي، كاليفورنيا، عن عمر يناهز 79 عاماً.

## روابط خارجية
- دونكان غريغ على موقع الاتحاد الدولي للتجديف (الإنجليزية)
- دونكان غريغ على موقع اللجنة الأولمبية الدولية (الإنجليزية)
- دونكان غريغ على موقع أوليمبيديا (الإنجليزية)